# Cosworth
Cosworth (do 2004. poznat kao Ford Cosworth) je tvrtka za razvoj motora, koju su osnovali Mike Costin, Keith Duckworth, 1958. Oba osnivača bili su bivši zaposlenici Lotus Engineering Ltd.

## Formula 1
Početkom šezdesetih godina prošlog stoljeća bolidi Formule 1 bili su prisilno usporeni smanjenjem obujma motora na samo 1.5 litru. Tomu je kraj došao 1966. kada je obujam udvostručen na 3 litre, dok je snaga s oko 220 KS porasla na 360 KS. Momčad Lotusa probila se u vrh Formule 1 u razdoblju 1.5-litarskih motora, no bilo je jasno da će se povećanjem zapremine, naći u ozbiljnim problemima. Na Coventry Climax, dotadašnjeg dobavljača, nisu mogli računati, oni su još 1962. odustali oz razvoja trkaćih motora. Colin Chapman se stoga obratio svojim bivšim zaposlenicima, Costinu i Duckworthu. Pošto su Lotus i Cosworth su već uspješno surađivali, između ostalog u Formuli 2 i Formuli 3, Chapman je vjerovao da bi ta suradnja mogla funkcionirati i na najvišem nivou motorsporta.
Krajem 60-ih pa čitave 70-e, te dio prve polovice 80-ih godina kada su skoro sve vodeče ekipe koristile njihove motore nanizali su toliki broj pobjeda da je taj rekord srušen tek dominacijom Ferrarija 2004. godine. Taj rekord Ford Cosworth držao je preko 30 godina (1972.-2004.)